# Vérigny
Vérigny ist eine Ortschaft und eine ehemalige französische Gemeinde mit zuletzt 302 Einwohnern (Stand: 2013) im Département Eure-et-Loir in der Region Centre-Val de Loire.
Mit Wirkung vom 1. Januar 2016 wurden die bisherigen Gemeinden Mittainvilliers und Vérigny zu einer Commune nouvelle mit dem Namen Mittainvilliers-Vérigny zusammengeschlossen. Den ehemaligen Gemeinden wurde in der neuen Gemeinde der Status einer Commune déléguée nicht zuerkannt. Der Verwaltungssitz befindet sich im Ort Mittainvilliers.

## Lage
Nachbarorte von Vérigny sind Tremblay-les-Villages im Norden, Clévilliers im Nordosten, Briconville im Südosten, Dangers im Süden, Mittainvilliers im Südwesten und Thimert-Gâtelles im Westen.

## Bevölkerungsentwicklung
| Jahr      | 1962 | 1968 | 1975 | 1982 | 1990 | 1999 | 2008 | 2013 |
| --------- | ---- | ---- | ---- | ---- | ---- | ---- | ---- | ---- |
| Einwohner | 187  | 183  | 174  | 198  | 200  | 215  | 287  | 302  |

## Sehenswürdigkeiten
- Schloss von Vérigny, seit 1975 Monument historique
- Kirche Saint-Rémi

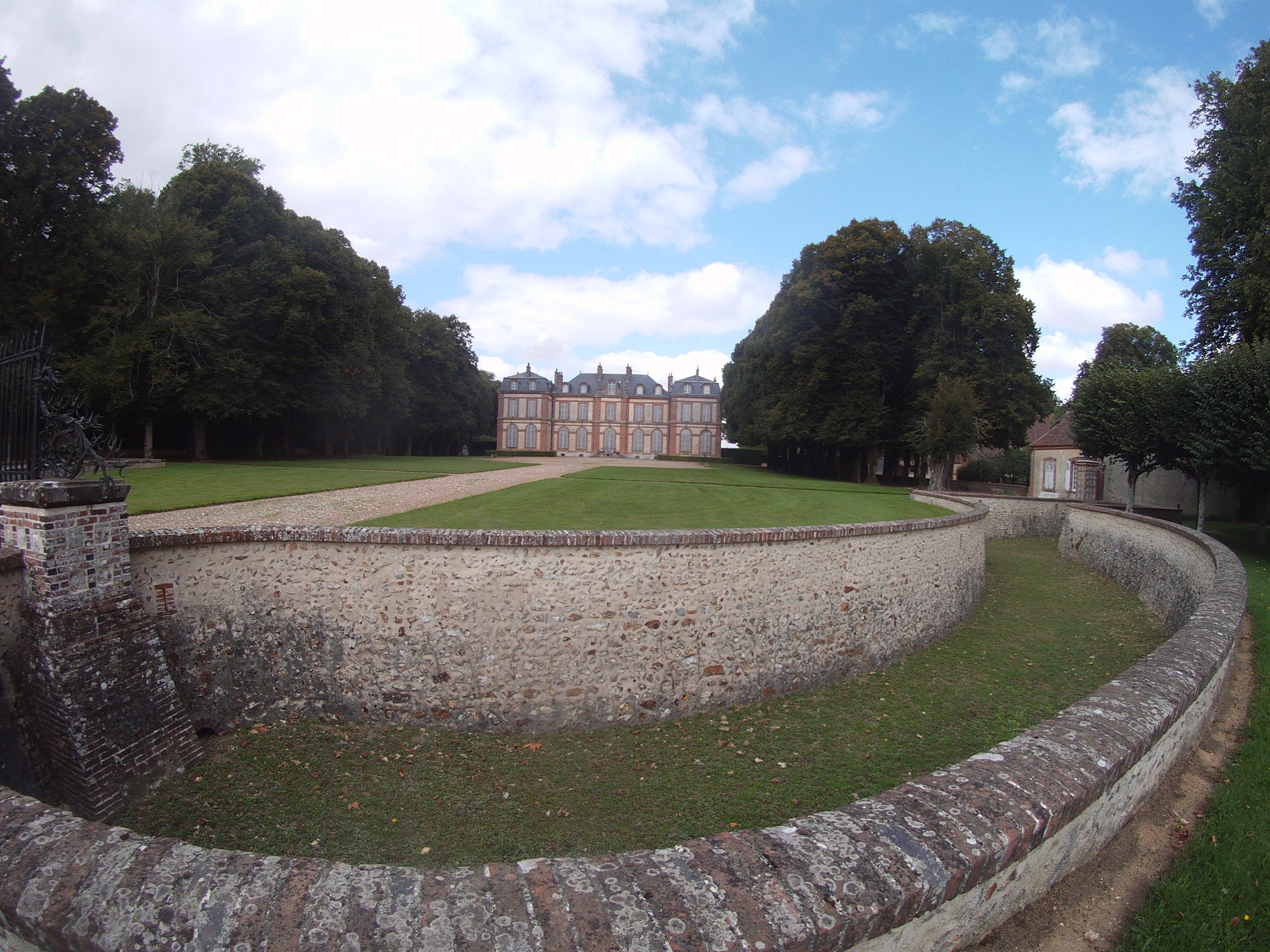
Das Schloss von Vérigny
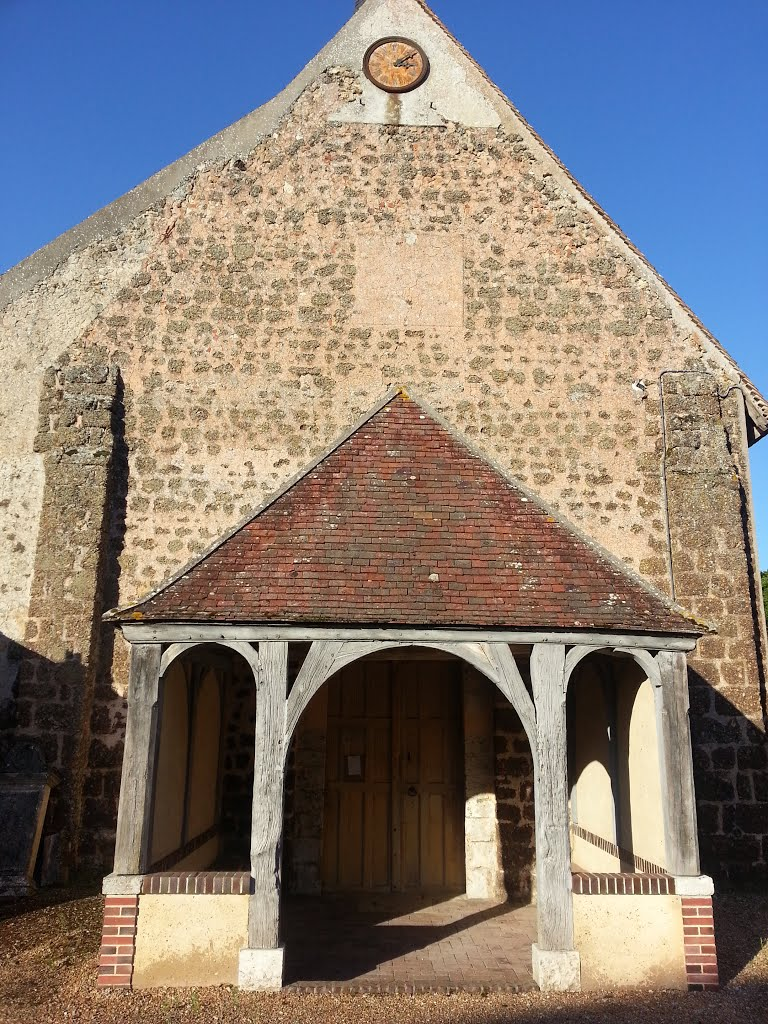
Kirche Saint-Rémi